# Los Bálsamos
Los Bálsamos är en ort i Mexiko.   Den ligger i kommunen Cosamaloapan de Carpio och delstaten Veracruz, i den sydöstra delen av landet, 400 km öster om huvudstaden Mexico City. Los Bálsamos ligger 15 meter över havet och antalet invånare är 543.
Terrängen runt Los Bálsamos är mycket platt. Runt Los Bálsamos är det ganska glesbefolkat, med 40 invånare per kvadratkilometer. Närmaste större samhälle är Cosamaloapan de Carpio, 11,5 km öster om Los Bálsamos. Trakten runt Los Bálsamos består till största delen av jordbruksmark.